# Albert Meertens
Jacobus Alphons Albertus (Albert) Meertens (Wageningen, 14 november 1904 – Nijmegen, 30 november 1971) was een Nederlandse beeldhouwer.

## Leven en werk
Meertens werd opgeleid aan het Amsterdamse Instituut Opleiding tot Tekenleraren en het Hoger Instituut voor Schone Kunsten in Antwerpen. Hij was een leerling van Ernest Wijnants. Hij maakte studiereizen naar Frankrijk en Italië. Meertens behaalde een gouden medaille op de Wereldtentoonstelling van 1937 in Parijs. In Antwerpen leerde hij de beeldhouwster Godelieve van Riet (1920-1970) kennen, met wie hij in 1939 trouwde. Het paar vestigde zich in 1940 in Berg en Dal.
Meertens gaf les aan de Stadsacademie voor Toegepaste Kunsten in Maastricht. Leerlingen van hem waren onder anderen Appie Drielsma, Hub Hendriks en Willy Mares. Hij was lid van de Gemeenschap Beeldende Kunstenaars Nijmegen en de Algemene Katholieke Kunstenaarsvereniging. Meertens was een figuratief beeldhouwer, zijn oeuvre omvat onder meer oorlogsmonumenten en heiligenbeelden. Hij maakte diverse ontwerpen voor het Atelier St. Joris in Beesel. Het Heilig Hartbeeld dat hij in 1943 maakte voor Neerloon is een erkend rijksmonument.
Meertens overleed op 67-jarige leeftijd. Hij ligt met zijn vrouw begraven op het R.K. Kerkhof van Berg en Dal, in een graf dat wordt gesierd door een beeld van zijn hand.

## Werken (selectie)
- 1943 Heilig Hartbeeld (Neerloon)
- ca. 1944 Heilig Hartbeeld (Sittard) bij het Gemmaklooster
- 1943 Jozef met kind voor de Sint Maartenskliniek in Nijmegen
- 1945 herdenkingsmonument St. Joseph in Eersel
- 1949 Maria met kind voor de Maria Geboortekerk (Nijmegen)
- 1950 Pastoor Bastiaansen in St. Willebrord
- 1952 Heilig Hartbeeld (Nijmegen)
- 1955? Heilig Hartbeeld (Bergschenhoek), bij de pastorie van de Sint-Willibrorduskerk
- ca. 1955 Heilig Hartbeeld (Sterksel)
- 1956 Timpaan met Christus en tetramorf voor de Johannes de Doperkerk in Wageningen (Nederland)
- 1965 Spelende kinderen in Nijmegen
- 1967 borstbeeld van jhr. mr. Charles Ruijs de Beerenbrouck in Maastricht
- Mariabeeld in de Ursulakapel in Roermond

## Galerij

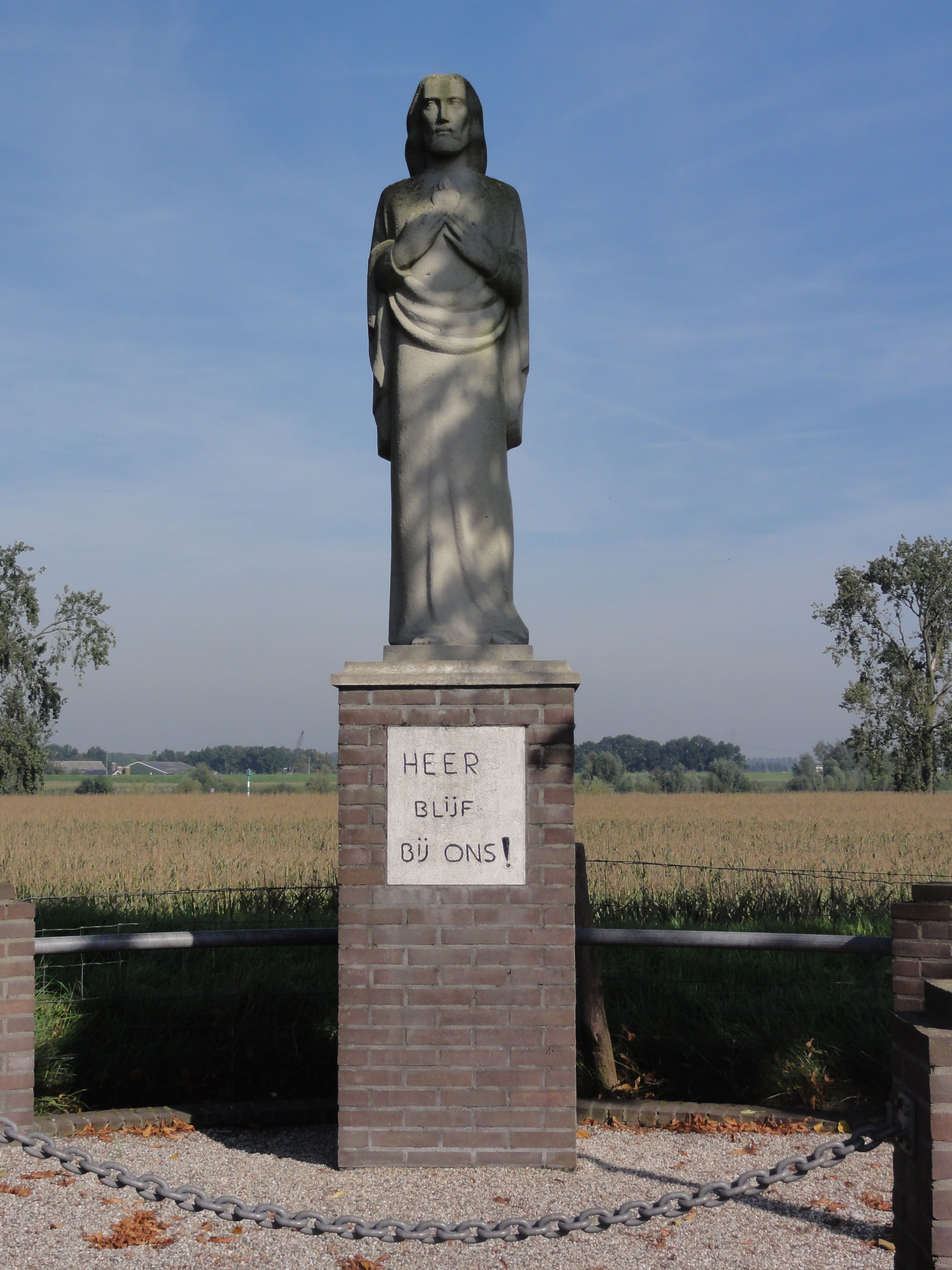
Heilig Hartbeeld (1943)
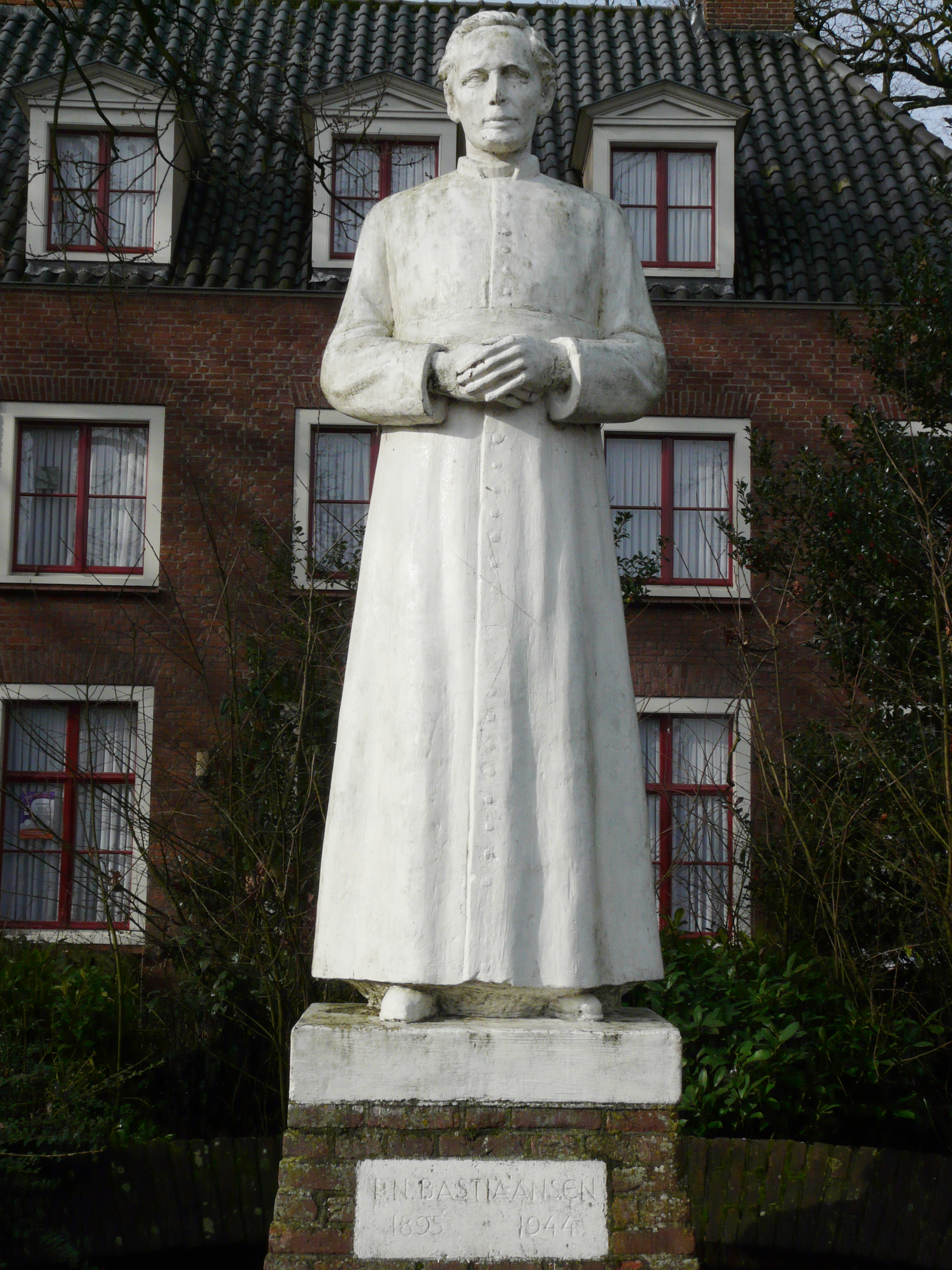
Pastoor Bastiaansen
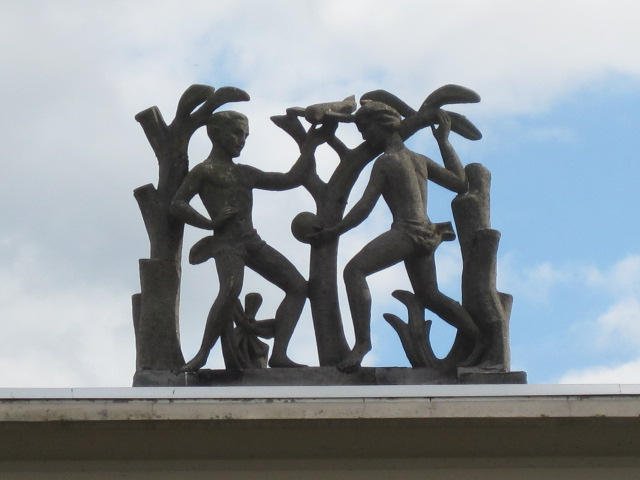
Spelende kinderen
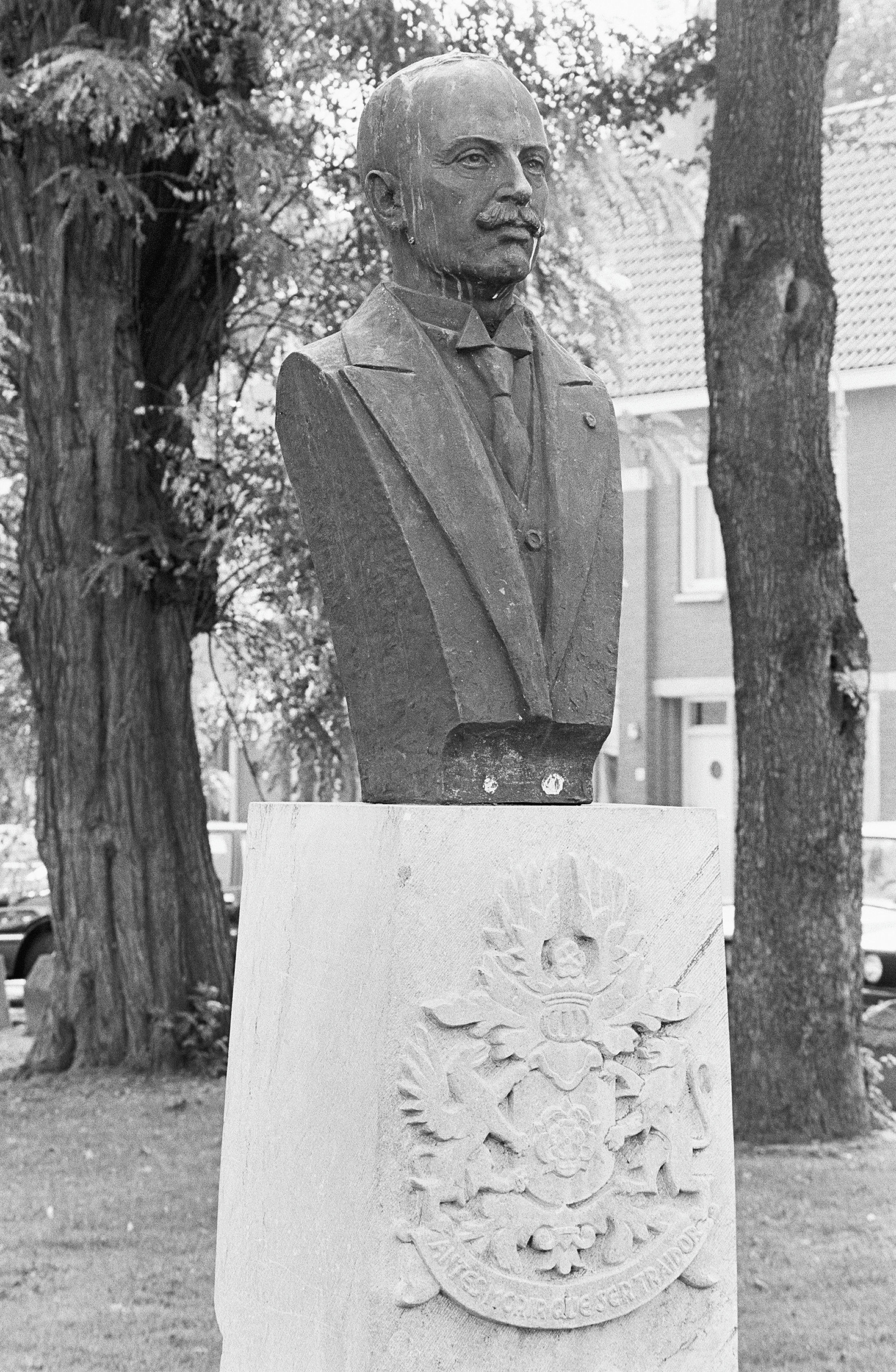
borstbeeld van jhr. mr. Charles Ruijs de Beerenbrouck